# جون هيندلي
جون هيندلي (بالإنجليزية: John Hindley)‏ هو مصارع هاوي بريطاني، ولد في 7 أغسطس 1965 في وارينغتون في المملكة المتحدة.

## وصلات خارجية
- جون هيندلي على موقع CageMatch worker (الإنجليزية)

- جون هيندلي على موقع IMDb (الإنجليزية)
- جون هيندلي على موقع قاعدة بيانات الفيلم (الإنجليزية)